# Tiago Gregório Homem da Costa Noronha
Tiago Gregório Homem da Costa Noronha, de seu nome completo, (Sé, Angra do Heroísmo, ilha Terceira, 8 de Julho de 1799 - Topo, ilha de São Jorge, 20  de Fevereiro de 1885) foi um político e militar português provinha de antigas famílias com origem nobre da cidade de Angra do Heroísmo. Foi capitão do Exército português.

## Relações Familiares
Foi filho de Pedro Homem Pimentel de Noronha casado com D. Ana Vitorina Narciso Machado e Ávila.
Casou com D. Rosa Vicência de Simas (30 de Março de 1755 - 15 de Setembro de 1831) de quem teve:
1. José Augusto Homem de Noronha, (Topo, ilha de São Jorge, Açores, Portugal, 1827 – 8 de Março de 1893 Topo, ilha de São Jorge, Açores, Portugal) e que foi casado com D. Maria Josefa da Silveira Moniz.